# Црни квадрат (слика)
Црни квадрат (познат и као Маљевичев црни квадрат) јесте слика Казимира Маљевича. Прва верзија је направљена 1915. године. Маљевич је направио четири варијанте од којих се за последњу сматра да је насликана током касних 1920-их или раних 1930-их. Црни квадрат је први пут приказан на Последњој футуристичкој изложби 0,10 1915. године. Критичари, историчари, кустоси и уметници слику често називају „нултом тачком сликарства“, позивајући се на историјски значај слике и парафразирајући Маљевича.

## Историја
Црни квадрат се први пут појавио као део дизајна сценске завесе у руској футуристичкој / кубофутуристичкој опери Победа над сунцем Велимира Хлебњикова, Алексеја Кручјоних и Михаила Матјушина, за које је урадио костим и сценски дизајн.
Маљевич је насликао свој први Црни квадрат 1915. Направио је четири варијанте, од којих се за последњу сматра да је насликана током касних 1920-их или раних 1930-их, упркос ауторовом натпису „1913” на полеђини. Слика је опште позната као Црни квадрат или као Маљевичев црни квадрат.
Слика је први пут приказана на Последњој футуристичкој изложби 0,10 1915. године. Њена локација у углу за иконе наглашавала је колизију са традиционалном православном културом.
Форензички детаљи откривају како је Црни квадрат насликан преко сложеније и живописније композиције.

### Историјски контекст
Много историчара уметности, кустоса и критичара назива Црни квадрат једним од најзначајнијих дела модерне уметности и апстрактне уметности у западној сликарској традицији.
Маљевич је радг прогласио делом супрематизма, покретом који је он прогласио, али који је скоро искључиво повезан са радом Маљевича и његовог шегрта Лисицког.
Међутим, већи и универзалнији искорак који представља слика је раскид између репрезентативног сликарства и апстрактног сликарства – сложена транзиција са којом се Црни квадрат поистоветио и за који је постао један од кључних симбола.

## Пријем
Критичари, историчари, кустоси и уметници то дело често називају „нултом тачком сликарства“, позивајући се на историјски значај слике као парафразу бројних коментара Маљевича о Црни квадрат у писмима својим колегама и сардницима.
Маљевич је дао неке примедбе о својој слици:
- „Од нуле, у нули, почиње истинско кретање бића.[10]
- „Преобразио сам се у нули форме и из ничега изашао у креацију, односно у супрематизам, у нови реализам у сликарству – у необјективно стварање.[10]
- „[Црни квадрат треба да изазове] искуство чисте необјективности у белој празнини ослобођеног ничега.“[10]

Тоне Роалд и Јоханес Ланг су написали да је Црни квадрат „чин иконичног кидања руско-православне хришћанске традиције.“

## Конзервација
Квалитет слике је знатно опао од када је нацртана.

## Савремено откриће
Током 2015. године, посматрајући Црни квадрат микроскопом, историчари уметности Третјаковске галерије открили су поруку испод његове црне боје. Веровало се да гласи као „Битка црнаца у мрачној пећини“. Референца је повезана са стрипом француског писца Алфонса Алеа из 1897. са натписом: „Combat de Nègres dans une cave pendant la nuit“ или „Црнци који се ноћу боре у подруму“. Истраживачи у Државној Третјаковској галерији спекулисали су да је Малевич реаговао на шалу у склопу популарног дела.